# Explosión de Avalon

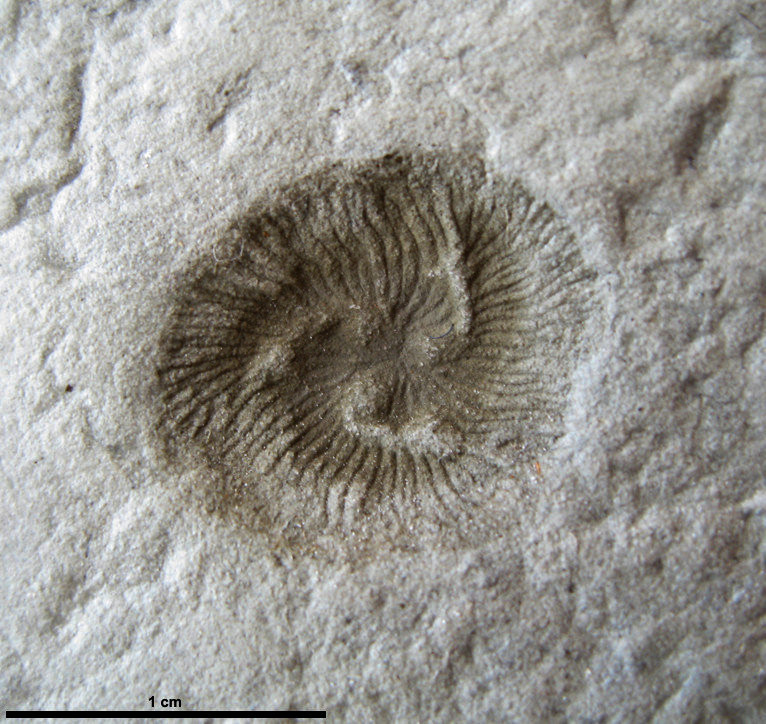
Un ejemplo de la fauna de Ediacara: Tribrachidium heraldicum

La explosión de Avalon es el nombre propuesto para una hipotética radiación adaptativa que dio lugar a la biota del periodo Ediacárico, hace entre 575 y 565 millones de años (Ma), unos 33 millones de años anterior a la explosión cámbrica.  La asociación de tipo Avalon se define respecto al yacimiento de Mistaken Point, en Canadá, el primer lugar donde se identificó un gran número de fósiles ediacáricos.
El conjunto de formas de Avalon es la más antigua de las asociaciones de organismos ediacáricos, apareciendo en un corto lapso, la mayoría de los planes corporales observados durante las asociaciones posteriores, denominadas Mar Blanco (560 a 550 Ma) y Nama (550 a 542 Ma). Se argumenta que esta explosión fue resultado de una subida de los niveles de temperatura y oxígeno en la Tierra durante ese periodo.